# Iraty Sport Club
L'Iraty Sport Club, noto anche semplicemente come Iraty, è una società calcistica brasiliana con sede nella città di Irati, nello stato del Paraná.

## Storia
Il club è stato fondato nella città di Irati nel 1914. I fondatori erano un gruppo di sportivi guidati da Antônio Xavier da Silveira. L'Iraty Sport Club è uno dei club più antichi del Paraná e ha giocato la sua prima partita nel 1914, vincendo contro l'Imbituvense 3-0.
Il 1º maggio 2002, il club ha vinto il suo primo campionato statale, partecipando alla Coppa del Brasile dell'anno successivo.

## Palmarès

### Competizioni statali
- Campionato Paranaense: 1

2002
- Campeonato Paranaense Segunda Divisão: 1

1993